# Margherita-von-Brentano-Preis
Der Margherita-von-Brentano-Preis wird seit 1995 von der Freien Universität Berlin (FU) für hervorragende wissenschaftliche Leistungen oder Projekte im Bereich der Frauenförderung oder der Geschlechterforschung vergeben. Die Vergabe erfolgte zunächst jährlich, zuletzt alle zwei Jahre.
Die Auszeichnung ist nach der Philosophin und Feministin Margherita von Brentano benannt. 1970 wurde sie als erste Frau ins Präsidium der Universität gewählt. 1971 habilitierte sie sich und wurde ein Jahr später auf eine Professur am Philosophischen Institut der Universität berufen. Mit 15.000 Euro (seit 2011, vorher 11.000 Euro bzw. 20.000 Deutsche Mark) ist der Preis die am höchsten dotierte Auszeichnung für Gender Studies und Frauenprojekte in Deutschland. Die Vergabe erfolgt durch den Präsidenten auf Vorschlag des zentralen Frauenrats der Hochschule.

## Preisträgerinnen und Preisträger
- 1995: Jutta Buchin, Bibliotheksangestellte im FU-Institut für Geschichte der Medizin, für ihre Studie Ärztinnen aus dem Kaiserreich[9], die sie in ihrer Freizeit erstellte und in der sie 870 Biografien dokumentierte.[10]
- 1996: Projektgruppe „Frauen in der Philosophie“: Gisela Bechen, Karen Hönig, Susanne Marten, Annette Riedinger, Anja Streiter für ihr außergewöhnliches Engagement, mit dem sie seit 1988 Projekttutorien, Ringvorlesungen und Tagungen zum Thema Frauen und Geschlecht in der Philosophie initiierten.[11]
- 1997: Interdisziplinäre Frauenforschungsgruppe Mahn- und Gedenkstätte Ravensbrück (IFFG): Birgit Bosold, Elisabeth Böhmer, Insa Eschebach, Ursula Fuhrich-Grubert, Sigrid Jacobeit, Johanna Kootz, Irmela von der Lühe, Claudia Ulbrich für die Etablierung einer geschlechterspezifischen Perspektive auf den Nationalsozialismus.
- 1998: Kurdistan-AG des AStA der FU, stellvertretend: Zonya Dengi, Sukriya Dogan, Siamend Hajo und Ute Luig für die Förderung von Gender Studies in kurdologischer Forschung und Lehre.[12][13]
- 1999: Herausgeberinnen der Femina politica – Zeitschrift für feministische Politikwissenschaft, das wie kein anderes in Deutschland erscheinendes politik- und sozialwissenschaftliches Fachorgan zur Akademisierung und Professionalisierung der feministisch orientierten Politikwissenschaft beigetragen habe, so Peter Steinbach in seiner Laudation[14]
- 2000: Gudrun Wedel, Historikerin, wurde für ihr große Engagement geehrt, mit dem sie ohne institutionelle Unterstützung autobiographische Schriften von Frauen aufgespürt und publiziert hat.[15][16][17]
- 2001: Claudia von Braunmühl, Politikwissenschaftlerin, für ihre Verdienste bei der Umsetzung feministischer Impulse in den Politikwissenschaften. Zur anderen Hälfte ging der Preis an die Gruppe S.I.G.N.A.L., die in der Ersten Hilfe/Notaufnahme des Universitätsklinikums Benjamin Franklin (UKBF) als erstem Krankenhaus in Deutschland ein Interventionsprojekt gegen Gewalt an Frauen eingerichtet hat. Damit sollte Frauen geholfen werden, die Opfer von häuslicher Gewalt geworden sind.[18]
- 2002: Renate Rott, Sozialwissenschaftlerin, eine der ersten Professorinnen an westdeutschen Universitäten nach '45. Die Lateinamerika-Expertin wurde für ihr Lebenswerk geehrt.[19]
- 2003: Gertraude Krell, Volks- und Betriebswissenschaftlerin, für die erfolgreiche Etablierung der Geschlechterforschung in die Betriebswirtschaftslehre.[20][21]
- 2004: Johanna Kootz, Soziologin, wurde für ihr Lebenswerk geehrt. Bereits ihre Diplomarbeit 1971 „Zur Frauenfrage im Kapitalismus“ (zusammen mit Gisela Steppke) war eine der ersten Studien zur Frauen- und Geschlechterforschung.[22][23]
- 2005: Projektgruppe „Frauen an die Spitze – Aktionsbündnis zur Steigerung des Frauenanteils in den Führungspositionen des Sports“: Gudrun Doll-Tepper, Gertrud Pfister, Sabine Radtke, Claudia Biskup sowie die studentischen Mitarbeiterinnen Doris Kula und Dorothea Müth für ihre Genderforschung im Bereich Sport. Ihr erster Erfolg war es, dass das Internationale Olympische Komitee die Nationalen Olympischen Komitees angewiesen hat sicherzustellen, dass der Frauen-Anteil in Entscheidungsgremien bis 2005 auf mindestens 20 Prozent erhöht wird.[24][25]
- 2006: Seyran Ateş, Juristin, für ihr Engagement für die Rechte von in Deutschland lebenden Frauen und Mädchen mit Migrationshintergrund.[26][27][28][29][30]
- 2007: Initiativgruppe zur Gründung des „Zentrums für Geschlechterforschung in der Medizin“ (GIM) an der Charité-Universitätsmedizin Berlin: Geburtsmediziner und damaliger Dekan der medizinischen Fakultät der Humboldt-Universität, Joachim Dudenhausen, der Pharmakologe Martin Paul, bis 2003 Dekan des Fachbereichs Humanmedizin der Freien Universität, die zentralen Frauenbeauftragten der Freien Universität und der Humboldt-Universität, Mechthild Koreuber und Marianne Kriszio, Martina Dören, Inhaberin der Stiftungsprofessuren für Frauenforschung und Osteologie, sowie die Kardiologin und Sprecherin des GiM, Vera Regitz-Zagrosek. Geehrt wurde die Initiativgruppe für ihr Engagement für die fächerübergreifende Geschlechterforschung in der Medizin, die bis dahin einzigartig war in Deutschland.[31][32][33][34]
- 2008: Hanna Beate Schöpp-Schilling, Germanistin und Amerikanistin, für ihr unermüdliches Engagement im Kampf um die Rechte der Frau. Unter anderem hat sie als Sachverständige des CEDAW positive Veränderungen in Gesetzgebung und frauenpolitischen Programmen vieler Länder bewirkt.[35][36][37]
- 2009: Susan Neiman, Iris Nachum, Germanistin, und Peter McLaughlin für ihre umfassende Aufarbeitung und Veröffentlichung des Nachlasses Margherita von Brentanos.[1][38][39]
- 2010: Barbara Hahn, Germanistin, für ihre Forschungsarbeit über geisteswissenschaftlich tätige Frauen des frühen 19. bis 21. Jahrhunderts. Ihre Aufarbeitung und Edition des Werks Rahel Varnhagens gilt als Meilenstein in der deutschen Literaturgeschichte.[38][39]
- 2011: Dagmar Schultz, Sozialwissenschaftlerin, für ihr herausragendes Engagement in der Frauen- und Geschlechterforschung, insbesondere für ihre Anstöße zu einer kritischen Debatte über Sexismus und Rassismus.[40]
- 2013: Verbundprojekt MISEAL („Medidas para la inclusión social y equidad en Instituciones de Educación Superior en América Latina“), an dem zwölf lateinamerikanische und vier europäische Universitäten beteiligt sind, und das von Marianne Braig und Martha Zapata Galindo geleitet wird, für seine „Verdienste um die wissenschaftlich geleitete und fundierte Förderung der Gleichstellung innerhalb und außerhalb der Universität sowie für seinen Einsatz zugunsten eines interkulturellen Dialogs in der Geschlechterforschung“. Das Projekt untersucht Maßnahmen, die den Zugang von Frauen und marginalisierten Gruppen in Lateinamerika zu Hochschulen erleichtern sollen.[41][42][43]
- 2015: Arbeitskreis Historische Frauen- und Geschlechterforschung (Gründerinnen Karin Hausen und Gisela Bock, Sprecherin Sylvia Paletschek) für seine Beiträge, „dass innerhalb der Geschichts- und Kulturwissenschaften die Befassung mit Frauen- und Geschlechterforschung zur disziplinären Selbstverständlichkeit gehört“.
- 2017: Beate Rudolf für „ihr langjähriges akademisches und gesellschaftspolitisches Wirken im Bereich der Menschenrechte und insbesondere der Frauenrechte“; Forschungskollektiv „Frauen und Flucht“ unter Leitung von Hansjörg Dilger und Kristina Dohrn für „eine eindrucksvolle projektförmige Leistung ausgezeichnet, die die gesellschaftspolitische Relevanz der besonderen Bedürfnisse geflüchteter Frauen in den Fokus rückt und zugleich eine gelungene Form forschungsorientierter Lehre darstellt.“[44]
- 2019: Projekt Medical Students for Choice „für die strukturierte Verbesserung der humanmedizinischen Lehre im Feld der Gendermedizin“ und das Eintreten für die „bessere Verankerung des Themas Schwangerschaftsabbruch in der ärztlichen Ausbildung.“[45]
- 2021: Datenbankprojekt „Feminizidmap“, „deren Beteiligte seit 2019 Tötungsdelikte an Frauen und Mädchen aufgrund ihres Geschlechts dokumentieren und die damit einen Beitrag zu Geschlechtergerechtigkeit in der Jurisprudenz leisten“.[46]
- 2023: Mechthild Koreuber für „ihre Initiative zur Förderung der Geschlechterforschung in der Mathematik und den MINT-Fächern sowie für ihr langjähriges, herausragendes Engagement für mehr Geschlechtergerechtigkeit an der Freien Universit Berlin und weit darüber hinaus“.[47]
- 2025: Manuela Barney Seidel und ein studentisches Übersetzungskollektiv für die Übersetzung von Soñarán en el jardín von Gabriela Damian Miravete ins Deutsche, einer Kurzgeschichte zum Thema Femizide; der Arbeitsbereich Didaktik der Geschichte der FU Berlin für seinen „substantiellen Beitrag zur Sichtbarmachung von geschlechtlicher und sexueller Vielfalt“.[48]